# Revenge of the Mummy (Universal Studios Singapore)
Revenge of the Mummy in den Universal Studios Singapore (Sentosa, Singapur) ist eine Stahlachterbahn des Herstellers Premier Rides, die am 18. März 2010 eröffnet wurde.
Die Nach dem Film Die Mumie thematisierte Bahn verfügt über einen Darkride-Abschnitt und fährt den Rest der Strecke im Dunkeln.
Die Züge werden mittels Linearmotoren (LIM) auf rund 64,4 km/h beschleunigt. Dazu wurden auf der 670,6 m langen Strecke drei solcher Beschleunigungsstrecken verbaut. Über eine Drehplattform werden die Züge außerdem gedreht, sodass ein Teil der Strecke rückwärts gefahren wird.
Mit Revenge of the Mummy in den Universal Studios Florida und Revenge of the Mummy – The Ride in den Universal Studios Hollywood gibt es zwei weitere, annähernd baugleiche Achterbahnen mit gleicher Thematisierung.

## Züge
Revenge of the Mummy besitzt Züge mit jeweils zwei Wagen. In jedem Wagen können acht Personen (zwei Reihen à vier Personen) Platz nehmen.